# جاسیندا بارت
جاسیندا بارت (به انگلیسی: Jacinda Barrett) (زاده ۲ اوت ۱۹۷۲)، بازیگر و مدل استرالیایی است.
از فیلم‌های معروف او می‌توان به بازی در بریجت جونز: نکته باریک، نردبان ۴۹، مردان متوسط، داستان‌های کمپ آتش، ریپلی زیر زمین و نام خانوادگی اشاره کرد.